# Jean Lalemandet
Jean Lalemandet nebo Lallemandet (1595 Besançon – 10. listopadu 1647 Praha) byl francouzský mnich řádu paulánů a teolog působící také ve střední Evropě.

## Životopis
Jean Lalemandet se narodil v roce 1595 v Besançonu na východě Francie. Vstoupil jako řeholník do mnišského řádu paulánů, následně pak vyučoval teologii na několika univerzitách Svaté říše římské; v roce 1641 pak byl jmenován provinciálem řádu majícího v kompetenci správu nad paulánskými kláštery v Horním Německu, Čechách a na Moravě. 
Zemřel 10. listopadu 1647 v Praze.

## Dílo
Vydal několik teologických prací ; nejznámější je Cours de theologie en latin, vydaný v Mnichově roku 1645 a přetištěný roku 1656 v Lyonu, srovnávající metafyzické pozice mezi žáky Jana Dunse Scota, Tomáše Akvinského a tomisty; jeho závěrů si všímá zejména Jan Caramuel z Lobkowitz. Jeho Cursus philosophicus je také citován v korespondenci teologa Guye Patina: v dopise od Patina Charlesi Sponovi a také v dopise obdrženém od André Falconeta (1611–1681).

### Publikace
- Decisiones philosophicae in quibus pozdní návrh, ac discutiuntur praesertim discoveres controversiae inter Thomistas, ac Scotistas, Mnichov, dědicové Cornelia Leyseria, 1644-1645.
- Cursus philosophicus complectens lateque discussioniens controversias omnes a logicis, physicis, metaphysicisque agitari solitas, praesertim quae thomisticae, scoticae et nominalium scholis sudorem cient ... Editio novissima, Lyon, Laurent Anisson, 1656.
- Cursus theologici, in quo discussis hinc inde Thomistarum, & Scotistarum praecipuis fundamentis decisive sententia pronuntiatur, Lyon, Claude Prost, 1656.
- Tractatus theologicus de Dei natura, eius attributis et trinitate personarum, Lyon, 1661.